# セルジオ・スカリエッティ
セルジオ・スカリエッティ (Sergio Scaglietti, 1920 - 2011) は、イタリアのコーチビルダー、自動車デザイナー、「カロッツェリア・スカリエッティ」の創業者。1950〜1960年代のフェラーリの名車を数多く手がけ、エンツォ・フェラーリの数少ない親友の1人として知られる。

## 来歴

### 生い立ち
1920年、イタリア・モデナ郊外のトレ・オルミで、レンガ職人のエルネスト・スカリエッティと妻ジェンティリーナの間に生まれた。6人兄弟の末っ子だった。13歳のときに肺がんを患っていた父親が34歳の若さで亡くなったため、学校を中退して地元の小さな自動車修理工場で兄と共に働き始めた。
4年後、17歳のセルジオはモデナのカロッツェリア・トリチェッリに転職した。この工房の取引先のひとつにスクーデア・フェラーリがあり、あるときスクーデア・フェラーリからマッドフラップの修理を頼まれたのだが、これがセルジオ・スカリエッティとエンツォ・フェラーリの出会いとなった。それ以来セルジオは些細な用事でも喜んでスクーデリア・フェラーリを訪れ、そこで長い時間を過ごすようになった。古くからの職人は社長のご機嫌を取る方法や挨拶の仕方など、エンツォとの付き合い方を伝授したという。
第二次世界大戦が勃発するとイタリア軍で戦車の操縦を学び、運転免許が無いにもかかわらずオートバイの教官を務めた。パルチザンに協力したという逸話もある。戦争中の1940年にマリア・ネリと結婚した。

### カロッツェリアを開業
戦争が終わり、戦争で破壊された橋の代わりとなる渡し船の仕事を兄たちと手伝った。スクーデリア・フェラーリが営業を再開すると、セルジオは塗装職人2人と共に修理工場を始めて再びフェラーリの修理を請け負うが、借金を支払うため、ときには工場の床で寝泊まりしながら昼夜を問わず働いた。
1951年、31歳になったセルジオはマラネッロのフェラーリの向かいに「カロッツェリア・スカリエッティ」(Carrozzeria Scaglietti)を開業。転機は2年目に訪れた。ボローニャ出身のあるフェラーリオーナーが、酷く損傷したレースカーの修理をセルジオに依頼した。そのオーナーが金属板メーカーの社長だったことから「アルミ板を10枚くれたらもっと軽くしてあげよう」と提案し、図面もないままボディを完璧に復元したのだった。
完成した車を見たエンツォはセルジオの腕前に感銘を受け、その2週間後、ピニンファリーナがデザインした500モンディアルの製作をセルジオに託した。6～7人の職人が夜を徹して作業したが1台完成するのに1週間を要し、15台が製作された。

### フェラーリとの提携
1955年、フェラーリの融資を受けカロッツェリア・スカリエッティはフェラーリ公認のコーチビルダーとなった。ベルトーネ、ザガート、ヴィニャーレ、ピニンファリーナなどの名立たるコーチビルダーが活躍する中でこれは非常に名誉なことであった。エンツォが気に入ったのは彼の腕の良さはもちろんのこと、エンツォの1人息子ディーノとセルジオの信頼関係によるところも大きかった。

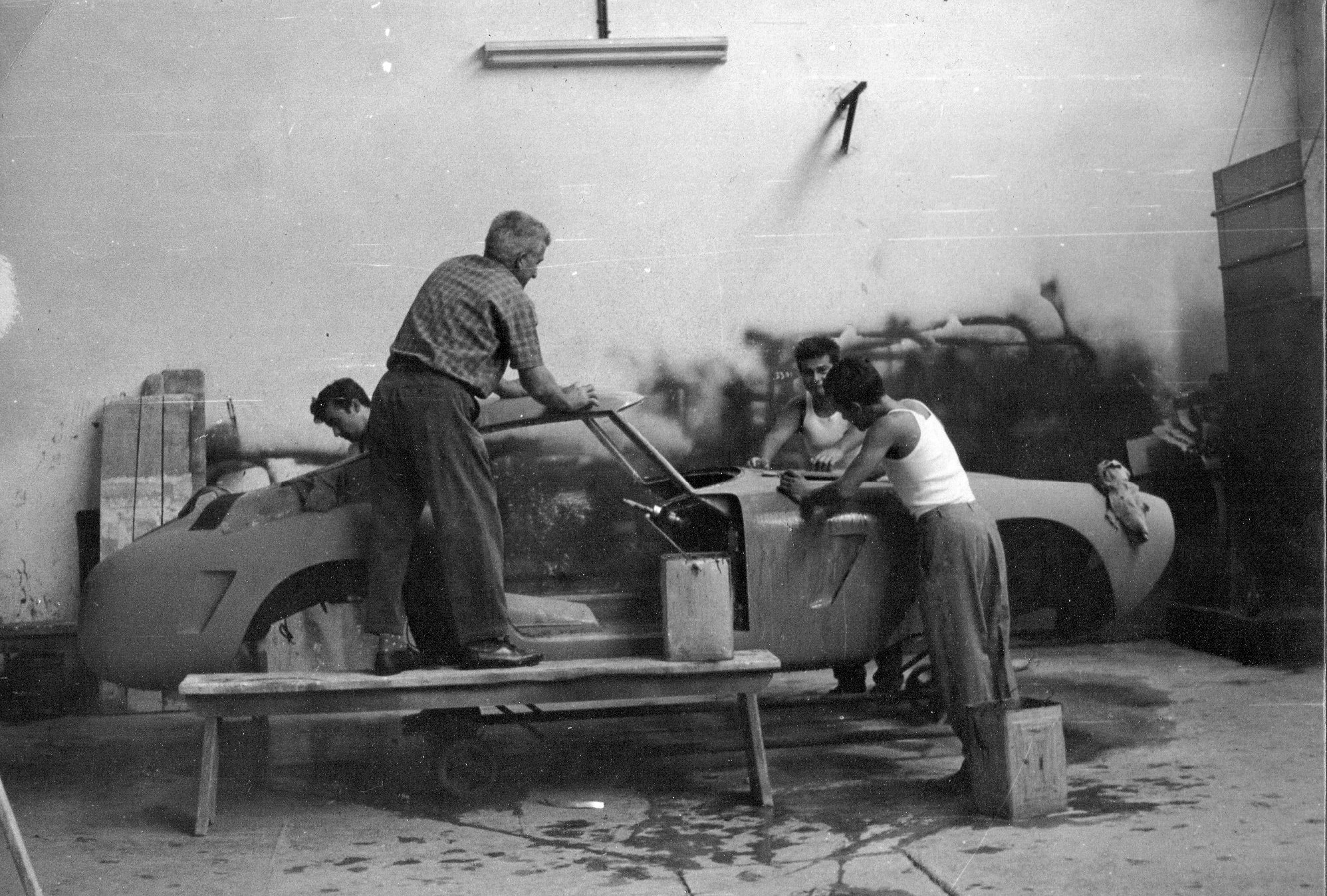
スカリエッティの工房(1960年)

初期のセルジオは図面もスケッチも用いることなく、目で見て感じたままにアルミ板を叩いた。下地には自在に変形する砂袋を使った。彼のデザインは「ポンツーンフェンダー」(独立したように見えるフロントフェンダー)と「ヘッドレストバンプ」（ヘッドレストの後ろがこぶ状に盛り上がっている）に特徴がある。ヘッドレストバンプはエンツォは嫌っていたがディーノは強く推奨したという。
1960年、工場を拡張し60人の従業員を揃えて年間250台を生産する体制を整えた。息子のオスカーとクラウディオもセルジオの下で働くようになった。
1969年、財政難に見舞われたフェラーリは事業の大部分をフィアットに売却し、労働問題で苦境に立っていたカロッツェリア・スカリエッティも後を継いだ。1973年にフェラーリが吸収し現在に至るが、スカリエッティへの敬意の表れとしてブランドは残された。

### 晩年
1985年に引退。引退後は農場で余生を過ごしながらも、世界中で開催される自動車関連イベントにゲストとして招待されるなど名声が衰えることはなかった。1988年にエンツォが亡くなったとき、セルジオは葬儀に招待されたわずか8人の中に選ばれた。
2002年にフェラーリは456の特別仕様車「456M GTスカリエッティ」を発表し、2004年には456の後継となる「612スカリエッティ」を発表した。フェラーリが存命人物の名前を車名に使った唯一の例である。
2011年11月20日、モデナの自宅で91歳で亡くなった。会社は息子のオスカーが引き継ぎ、現在(2024年)は孫のシモーネがスカリエッティブランドの化粧品や香水を販売している。

## スカリエッティがデザインした車
セルジオがデザインした車は以下の通り。これらには「スカリエッティ& C.」のエンブレムが付けられている。
- 1954 フェラーリ 250 モンツァ

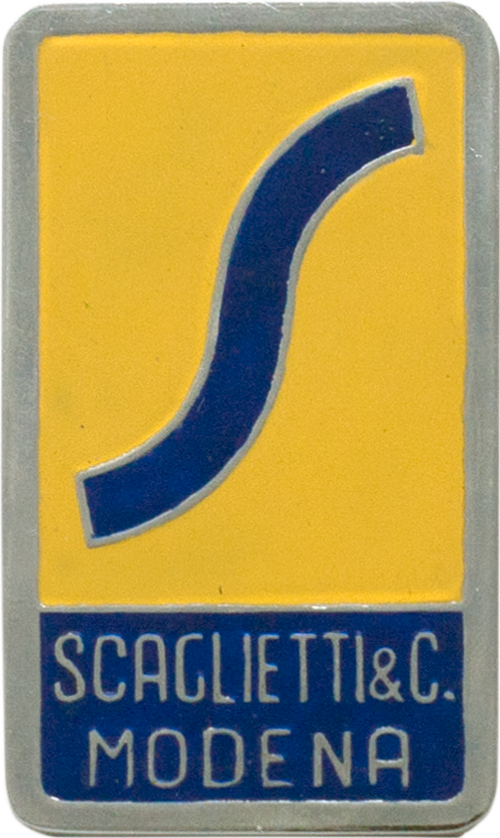
1950年代半ばのエンブレム

- 1954 フェラーリ 375 ミッレミリア クーペ
- 1955 フェラーリ 410 スポーツ
- 1955 フェラーリ 500 モンディアル シリーズ II
- 1956 フェラーリ 290 ミッレミリア
- 1956 フェラーリ 860 モンツァ
- 1958 フェラーリ 250 テスタロッサ
- 1959 シボレー・コルベット スカリエッティクーペ

## 逸話
- ベルギーのレオポルド三世国王は250カリフォルニアスパイダーを注文するため工房を訪れた。セルジオの兄が趣味の伝書鳩の話しをしたところ、国王は2羽の血統書付きのレース鳩を贈呈した。

事情を知らなかったセルジオは立派な鳩を見るや「早速調理させよう」と言った。
- イタリアの映画監督ロベルト・ロッセリーニは375ミッレミリアスパイダーを木にぶつけてしまったのを機に、セルジオに特注のクーペボディの製作を依頼した[20]。この375ミッレミリアクーペは妻のイングリッド・バーグマンに贈られたが、バーグマンは夫の車にほとんど興味がないどころか、座席に座るとステアリングの前で十字を切って無事を祈ったという[21]。
- バーグマンの375MMクーペは明るいシャンパンゴールドで塗装された。この塗装色は後にフェラーリのカラーバリエーションの一つとなり、彼女の名にちなんで「グリジオ・イングリッド」(Grigio Ingrid＝イングリッド・グレー）と名付けられた。
- 1959年、テキサス州の3人のアメリカ人の依頼でシボレー・コルベット/スカリエッティクーペが生まれた。そのうちの一人はキャロル・シェルビーだった。試作車が3台作られたのみで市販には至らなかった。